# 대전신학대학교
대전신학대학교(大田神學大學校, Daejeon Theological University)는 대전광역시 대덕구에 있는 장로교계 사립 대학이다.

## 연혁
1954년, 이자익 목사, 백낙봉 목사 등이 주축이 되어 대전광역시에 대전야간신학교를 개교한다. 대한예수교장로회 총회에서는 대전야간신학교를 총회의 신학교로 인정하고, 학교의 졸업생은 총회신학교로 진학할 수 있게끔 조치한다. 한국 전쟁후, 1954년에 황해도에서 월남해 대전광역시에 정착한 개신교 목사 김응순이 중심이 되어 설립된 것으로 알려져 있다.
1976년 대전성서학원을 병합하고, 1974년 장로회신학대학 부살 신학교로 병합되었으나, 1992년 장로회대전신학교로 개편된다. 1997년 대전신학교로 교명을 변경하며, 2008년에 대전신학대학교로 승격되었다.

## 교육편제
대전신학대학교의 학부 과정은 단과대학 설치 없이 신학과 단일 학과 편제로 운영된다.
대학원 과정으로 일반대학원과, 특수대학원으로 신학대학원으로 총 2개원을 설치하고 있다.

## 캠퍼스 풍경
대전신학대학교는 대전광역시 소재 사립 대학으로, 오정동에 위치해 있다. 교사는 작은 크기로, 건축물 2동이 건립되어 있다. 동산초교로를 통해 진입이 가능하며, 본관과 중앙도서관 건물 등이 학부, 대학원 교육 시설도 겸하고 있다.
근처 기반 시설은 충분한 편이며, 캠퍼스 북쪽으로 한남대학교가 있다. 특히 한남대학교 평생교육원 건물이 캠퍼스 중앙도서관 서측에 위치한다. 대전 도시철도 1호선 및 경부선의 대전역을 통해 접근이 용이한 편이다.